# 切羅基縣 (德克薩斯州)
切羅基縣（英語：Cherokee County）是美國德克薩斯州東部的一個縣。面積2,750平方公里。根據美國人口調查局2000年統計，共有人口46,659人。縣治魯斯克（Rusk）。
切羅基縣成立於1846年7月13日，縣名來自切羅基族。

## 地理
根据美国人口调查局的数据切羅基縣总面积为2750平方公里，其中2725平方公里为陆地面积，25平方公里为水域面积，占总面积的0.92%。

### 重要高速公路
- 美国国道69
- 美国国道79
- 美国国道84
- 美国国道175
- 德克萨斯州州道21
- 德克萨斯州州道110
- 德克萨斯州州道135
- 德克萨斯州州道204
- 德克萨斯州州道294

### 周边县
- 史密斯县（北）
- 腊斯克县（东北）
- 纳科多奇斯县（东）
- 安杰利纳县（东南）
- 休斯敦县（西南）
- 安德森县（西）
- 亨德森县（西北）

## 人口
根据2000年的人口普查切羅基縣有46,659名居民，分16,651个户、12,105个家庭。县内的人口密度为每平方公里17人。其中74.34%为美国白人、15.96%为非裔美国人、0.47%为美洲土著人、0.40%为亚裔美国人、0.06%为太平洋土著人、7.43%为其他人中、1.34%为混血儿。西班牙裔和其他拉丁美洲裔的人占13.24%。
县内的16,651个户中33.4%有18岁以下的未成年人、55.7%是结婚夫妇、12.8%是带孩子的单身妇女、27.3%不是家庭、24.2%是单身汉、11.9%有65岁以上的老年人。平均每户2.63人、每个家庭3.11人。
县内的人口结构为26.3%在18岁以下、9.3%在18至24岁之间、27.4%在25至44岁之间、21.9%在45至64岁之间、15.1%在65岁以上。平均年龄为36岁。女子对男子的性别比为100：101。成年人的性别比为100：99。
居民的平均收入为每户29,313美元，每个家庭34,750美元。男子的平均收入为26,410美元，女子的平均收入为19,788美元。人均收入为13,980美元。约13.7%的家庭和17.9%的人口生活在贫困线以下，其中包括23.3%的未成年人和15.1%的老年人。